# Naményi Lajos (orvos)
Naményi Lajos, születési és 1918-ig használt nevén Neumann Lajos (Nagykanizsa, 1892. november 11. – Budapest, 1962. július 17.) orvos, író, pszichiáter, Meyer Kayserling rabbi unokája.

## Életpályája
Neumann Ede (1859–1919) rabbi, műfordító és Kayserling Emma (1863–1926) fia, Naményi Ernő testvére. Az egyetemet Budapesten és Münchenben végezte, 1916-ban szerzett orvosdoktori diplomát. 1924 táján a Budapest-Angyalföldi magyar királyi állami elmegyógyintézet segéd-, majd 1928-ban alorvosává nevezték ki. Később magánorvosként praktizált Budapesten. Tagja volt több hazai és külföldi orvostudományi társaságnak. Sok értékes szakértekezése és pszichiátriai tanulmánya jelent meg hazai és külföldi orvosi szakfolyóiratokban. Halálát szívizom hegesedés okozta.
A Kozma utcai izraelita temetőben nyugszik.

## Tudományos művei
- Neue Forschungen über den Stoffwechsel bei progressiver Paralyse (1914)
- Psychiatria és faj egészségtan (1925)
- Az eugénikai terméketlenítés kérdéséhez (1926)
- Eugénika és gyógypedagógia (1926)
- Szociálpszichiátriai határkérdések (1927)